# Zhao Chang
Zhao Chang ou Chao Ch'ang ou Tchao Tch'ang, surnom : Changzi. Originaire de Guanghan, province du Sichuan. XIe siècle. Actif au début du XIe siècle. Peintre chinois.

## Histoire de la méthode de peinture
- Plantes ligneuses et oiseaux.

Dans la préface du Siuan ho houa pou, il est dit que les plantes possèdent l'esprit des cinq éléments et de la nature entière. Le yin et le yang, d'une seule exhalaison, engendrent l'abondance des plantes, d'une seule inspiration, ils les flétrissent,. 
Les belles fleurs et les belles plantes ligneuses, que l'on voit parmi les végétaux, on ne peut les énumérer. Dans leur façon de se développer et de prendre leurs nuances, si leur couleur éclate sous le ciel, bien que la nature ne les ait pas embellies intentionnellement, elles se montrent à tous les yeux et révèlent l'esprit d'harmonie. C'est pourquoi les poètes les ont employées pour y renfermer des allusions : cela, naturellement, se relie à la peinture.
Si l'on considère de petites branches et de petites fleurs, alors les fleurs de plantes herbacées sont très belles ; mais si l'on considère une forme entière, alors les fleurs de plantes ligneuses sont supérieures. La pivoine reçoit  de la nature sa richesse ; le pommier sauvage reçoit son charme ; le prunier reçoit sa pureté ; l'abricotier en reçoit l'abondance par ses fleurs. Nombre de peintres sous les Tang sont excellents dans ce genre de peinture. D'autres se lèvent à leur suite à l'époque des cinq dynasties.
Au commencement des Song, Xu Xi s'élève et change entièrement l'ancienne manière. Pour cette raison il est dit : «Devant lui les prédécesseurs disparaissent, après lui, il n'y a pas de successeurs». Quoiqu'il se trouve entre Huang Quan et Zhao Chang, ses qualités miao et chen leur sont supérieures. La façon de peindre de Zhao Chang est très habile, non seulement il représente les formes, mais il exprime leur esprit. Il est l'égal de Xu Xi et de Huang Quan.

## Biographie
Peintre de fleurs et d'oiseaux, conservateur qui travaille d'une manière prudente et réaliste, dans le style de Diao Guangyin (actif au début du Xe siècle). Il dit de lui-même que ses œuvres sont des Xiesheng, littéralement, « écrire la vie », c'est-à-dire d'après nature, et c'est la raison pour laquelle il est bien connu. Des écrivains Song le montrent dans son jardin, très tôt le matin, dessinant des fleurs qu'il tient dans le creux de sa main. Le National Palace Museum de Taipei conserve plusieurs de ses œuvres tandis que le Londres (Brittish Mus.) en a une qui lui est attribuée, Deux oies blanches sur la rive. 

## Style et technique
L'expression « xiesheng » doit être attachée au XIe siècle,à cette peinture faite « d'après nature ». Le plus ancien représentant de cette manière est alors Zhao Chang, originaire du Sichuan comme Huang Quan. Bon peintre de fleurs et de fruits, il préfère aux fleurs des montagnes celles des jardins. Chaque matin il fait un tour de jardin avant que la rosée ne se soit dissipée. Il observe les fleurs, il les groupe entre ses mains et forme ainsi des liaisons de couleurs qui le ravissent. Sans doute retrouve-il cette joie en contemplant la peinture terminée. Il ne veut pas se séparer de ses œuvres. Devenu vieux, il rachète fort cher celles qui lui ont échappé.   Il pose les couleurs de manière si subtile qu'elles paraissent teintes; elles imprègnent la soie si intimement qu'elles restent impalpables.

## Critique d'experts
L'œuvre de Zhao Chang est jugée de façon très diverse. Pour les critiques, l'important est l'expression de la vie. D'après Guo Ruoxu, ce peintre de très grand renom est certes hors pair dans le maniement des couleurs, mais médiocre sur d'autres points. « Les sens de la vie » manque à certaines de ses peintures.

## Commentaire deShitao
Au point de vue de la terminologie, l'usage de l'expression xiesheng (toujours employée aujourd'hui dans la langue moderne, avec le même sens) remonte au moins à l'époque Song, le peintre Zhao Chang, a pour habitude de faire tous les matins le tour de sa véranda et de peindre ce qu'il a sous les yeux, et se surnomme lui-même: « Zhao Chang-qui-peint-d'après-nature».

## Musées
- Londres (Brittish Mus.) :
  - Deux oies blanches sur la rive.
- Japon (Kamakura:
  - Branche de jasmin blanc. Encre et couleurs sur soie - (H. 24,9 cm. L. 27,1 cm). Attribution erronée.